# ورازانه
ورازانه، روستایی از توابع بخش گیان شهرستان نهاوند در استان همدان ایران است. مردم آن به زبان لکی و لری تکلم می‌کنند. کشاورزی و دامداری از مشاغل اصلی این روستا است.
سراب ورازنه در ۵ کیلومتری جنوب روستا قرار دارد. آب آشامیدنی این روستا از سرچشمه این سراب از طریق لوله‌کشی به طول ۵ کیلومتر تأمین می‌شود. این لوله‌کشی مربوط به سال ۱۳۳۲ است.
این روستادر ۲۰ کیلومتری جنوب غربی شهرستان نهاوند قرار دارد. با توجه به شواهد موجود و مطالب موجود در کتاب های تاریخی و همچنین مطالعه و تحقیق کاوشگران تپه باستانی گیان، نشان از آن دارد که این روستا ، بالغ بر ۵ هزار سال قدمت دارد. 

شغل اکثر اهالی روستا کشاورزی و دامداری است و محصولات کشاورزی شان شامل گندم،کلزا و محصولات باغی می باشد.
سراب ورازانه از زیبایی های روستا است.

## جمعیت
این روستا در دهستان سراب قرار دارد و براساس سرشماری مرکز آمار ایران در سال ۱۳۹۵، جمعیت آن ۱۰۵۱ نفر (۳۱۸خانوار) بوده‌است.